# تیم ملی هندبال چین
تیم ملی هندبال چین نمایندهٔ کشور چین در مسابقات بین‌المللی ورزش هندبال است. این تیم دارای افتخارات بین‌المللی زیادی است.